# Gerhard Zadrobilek
Gerhard Zadrobilek, född 23 juni 1961 i Breitenfurt bei Wien, är en tidigare österrikisk tävlingscyklist. Han var professionell mellan 1982 och 1990.
Han vann Österrike runt 1981 framför polacken Mieczyslaw Korycki och den österrikiske cyklisten Harald Maier. Under året 1987 vann han Giro del Veneto, samma år slutade han på 14:e plats i Tour de France. 
Gerhard Zadrobilek vann Clásica de San Sebastián under 1989. Han vann tävlingen framför Francisco-José Antequera Alabau och Toni Rominger.
Efter avslutad tävlingen tävlade han i mountainbike och tog världscupsegrar i Tyskland och Kanada, men han valde senare att fortsätta som mental tränare.

## Meriter
1981
Österrike runt
1983
GP Kanton Genève
1987
Giro del Veneto
1989
Clásica de San Sebastián